# لويس غارسيا (منافس ألعاب قوى)
لويس غارسيا (بالبرتغالية: Luís García‏) هو منافس ألعاب قوى برتغالي، ولد في 16 مارس 1923.

## وصلات خارجية
- لويس غارسيا على موقع الاتحاد الدولي لألعاب القوى (الإنجليزية)
- لويس غارسيا على موقع الاتحاد الأوروبي لألعاب القوى (الإنجليزية)
- لويس غارسيا على موقع أوليمبيديا (الإنجليزية)